# Simona Ventura

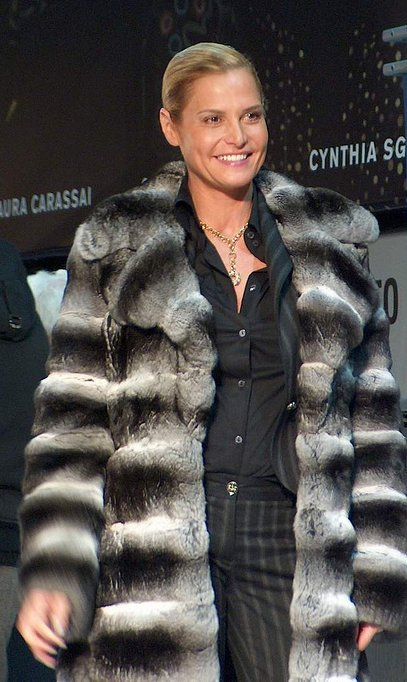
Simona Ventura em foto de 2006

Simona Ventura (Bentivoglio, 1 de abril de 1965) é uma apresentadora de televisão italiana.

## Carreira
Ainda jovem, mudou-se para Chivasso, Piemonte, e conseguiu garantir uma certa notoriedade depois de vencer vários concursos de beleza. Em Turim, matriculou-se no Instituto Superior de Educação Física. Sua carreira na TV começou no "Domani Sposi" com Giancarlo Magalli no Rai Uno, seu amor pelo esporte a levou às reportagens desportivas. Simona foi correspondente do canal Télé Monte Carlo durante a Copa do Mundo de 1990, o Campeonato Europeu de Futebol de 1992 e os Jogos Olímpicos de Verão de 1992, realizados em Barcelona.
Na RAI, Ventura tem aparecido com Pippo Baudo no programa de domingo à tarde "Domenica In" (1991) e, em seguida, em 1992, no programa desportivo "Domenica Sportiva". 
A apresentadora também passou pelo canal de variedades Mediaset onde comandou programas como "Mai dire gol", "Cuori e Denari,"Boom", "Matricole", "Gli indelebili '99", "Cari amici miei", "Zelig - Noi facciamo cabaret", "Piccole Canaglie" e "Scherzi a parte", este último uma versão italiana do Punk'd, da MTV. No fim, ela passou oito anos na emissora.
Em 2001 Simona voltou ao Rai Due para apresentar o  "Quelli che il calcio" e um programa de grande audiência chamado "Quelli che lo fumando", no ano seguinte, Pippo Baudo escolhe ela para o "Dopofestival" (um show de variedades sobre o Festival de Sanremo) e ao lado de um programa satírico com Gene Gnocchi "La notte del chamado Grande lunedì sera", ela vem apresentando a versão italiana do Celebrity Survivor, "L'Isola dei famosi" desde 2003.